# Liste des aéroports les plus fréquentés en Allemagne

Carte des vols commerciaux allemands intérieurs

Voici une liste des aéroports les plus fréquentés d'Allemagne . 

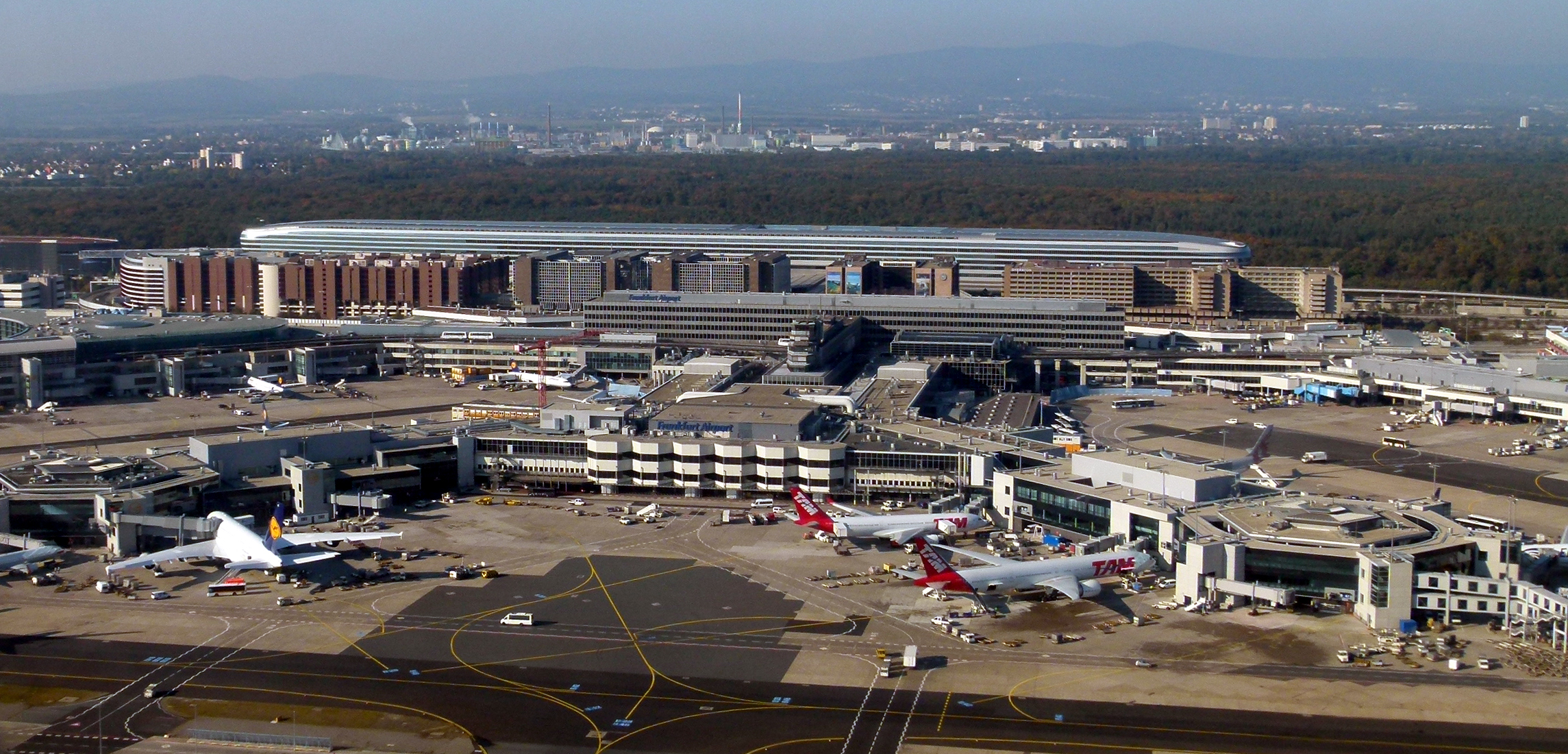
L'aéroport de Francfort

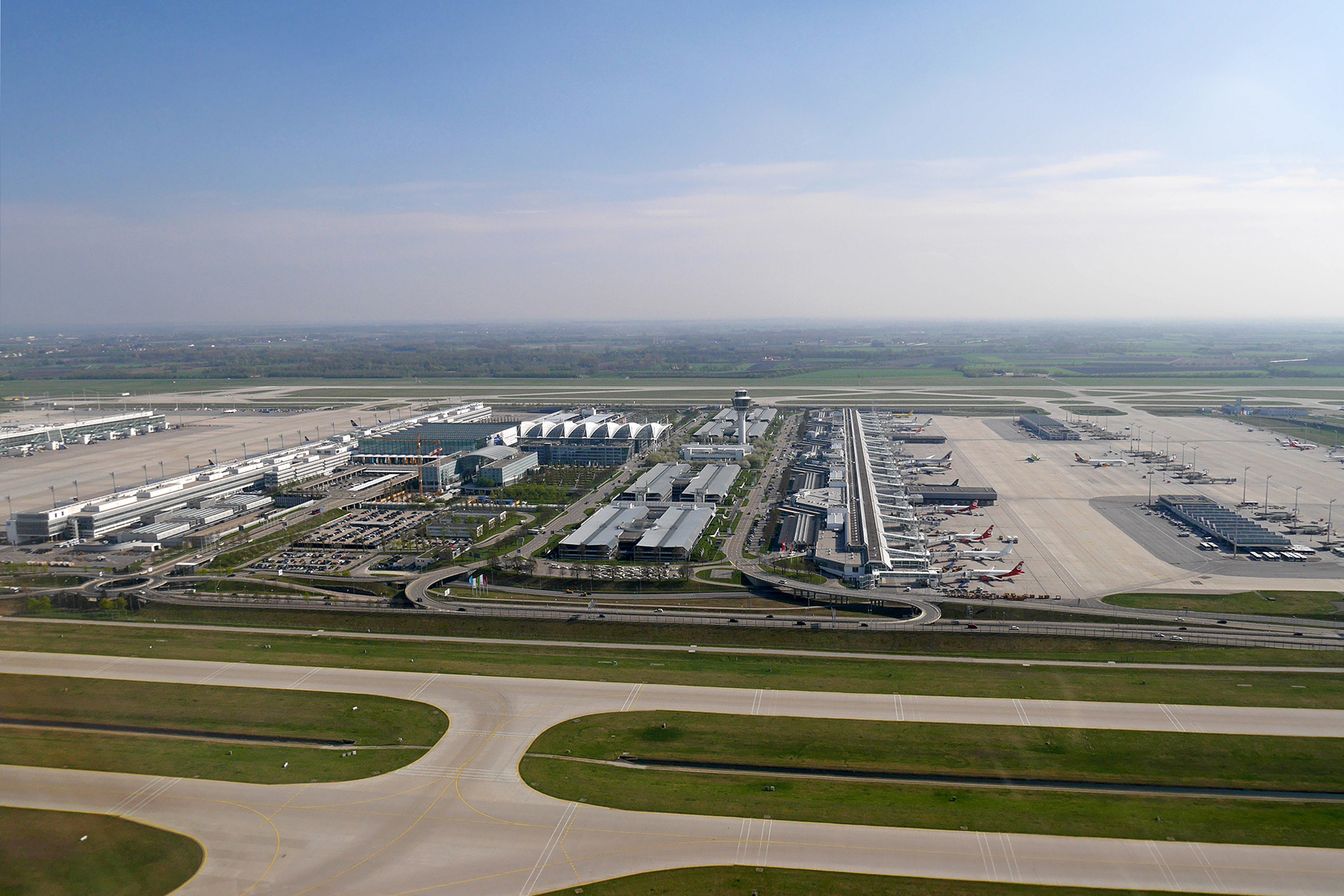
L'aéroport de Munich

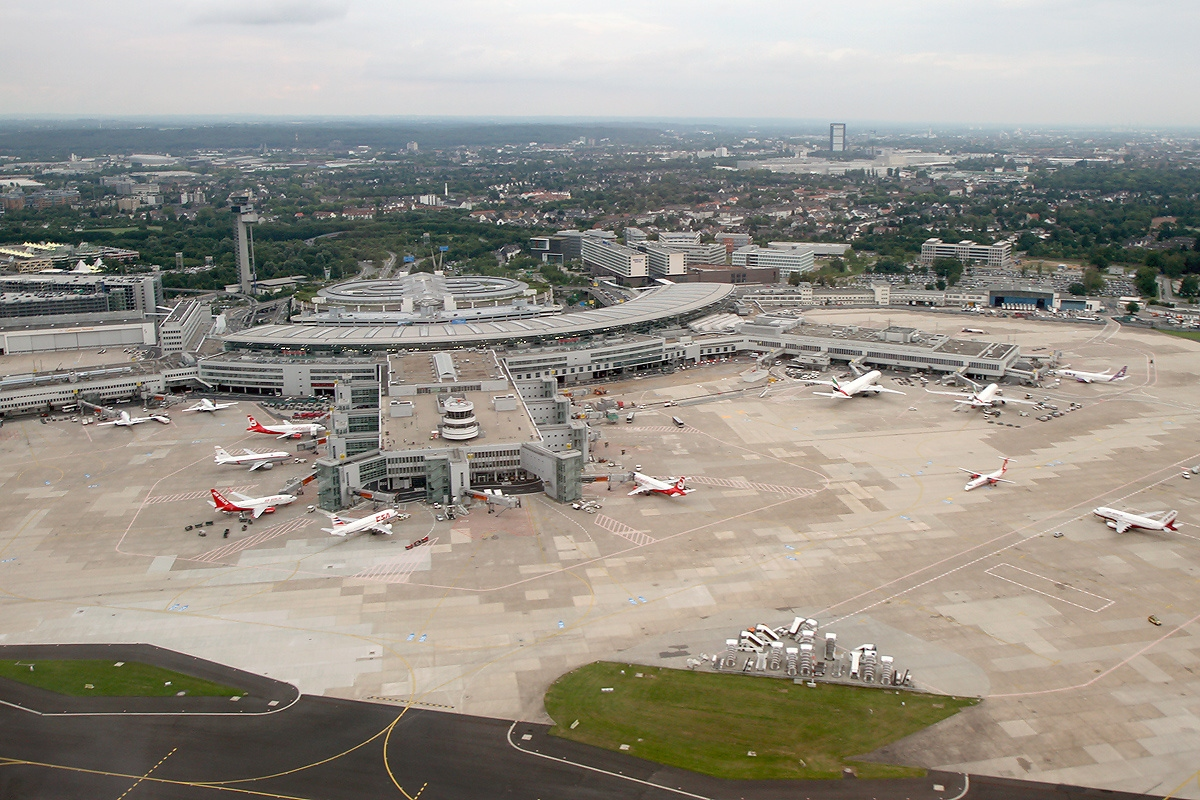
L'aéroport de Düsseldorf

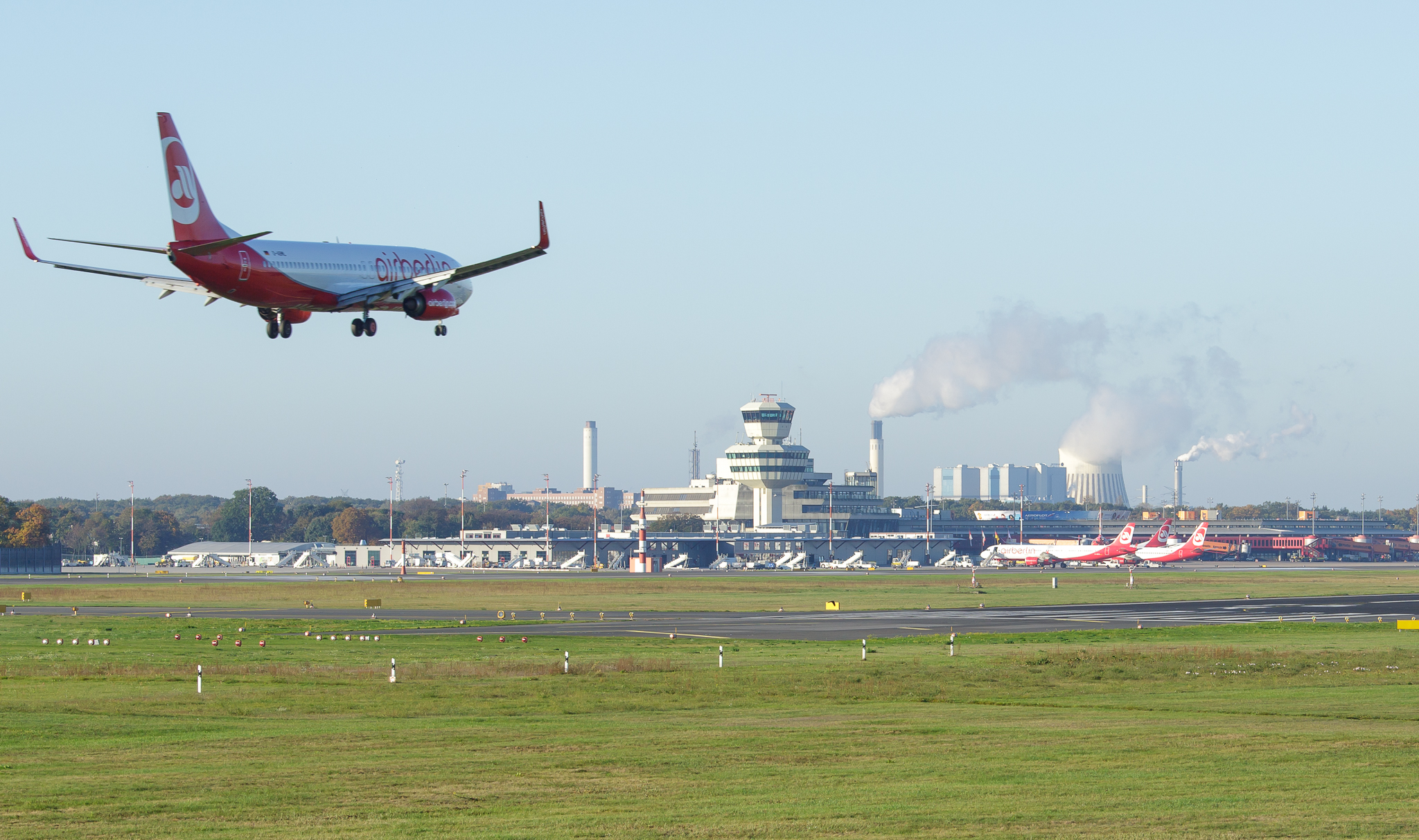
L'aéroport de Berlin Tegel

## Les dix principaux aéroports d'Allemagne
Pour des raisons techniques, il est temporairement impossible d'afficher le graphique qui aurait dû être présenté ici.

Voir la requête brute et les sources sur Wikidata.

## Les trois aéroports de Berlin
Pour des raisons techniques, il est temporairement impossible d'afficher le graphique qui aurait dû être présenté ici.

Voir la requête brute et les sources sur Wikidata.